# Raków (Wrocław)
Pour les articles homonymes, voir Raków.
Raków est une localité polonaise de la gmina de Długołęka, située dans le powiat de Wrocław en voïvodie de Basse-Silésie.